# Conteville (Oise)
Conteville is een gemeente in het Franse departement Oise (regio Hauts-de-France) en telt 79 inwoners (2009). De plaats maakt deel uit van het arrondissement Beauvais.

## Geografie
De oppervlakte van Conteville bedraagt 3,6 km², de bevolkingsdichtheid is dus 21,9 inwoners per km².
De onderstaande kaart toont de ligging van Conteville (Oise) met de belangrijkste infrastructuur en aangrenzende gemeenten.

## Demografie
Onderstaande figuur toont het verloop van het inwonertal (bron: INSEE-tellingen).

1. ↑  Populations de référence 2022.